# Boisset, Hérault
Boisset là một xã thuộc tỉnh Hérault trong vùng Occitanie in the region of Occitanie ở phía nam nước Pháp. Xã này nằm ở khu vực có độ cao trung bình 321 mét trên mực nước biển. Dân số thời điểm năm 1999 là 30 người.